# Considia nitidula
Considia nitidula är en insektsart som först beskrevs av Gustav Breddin 1902.  Considia nitidula ingår i släktet Considia och familjen spottstritar. Inga underarter finns listade i Catalogue of Life.